# Hyman Bass
Hyman Bass (Houston, 5 de outubro de 1932) é um matemático estadunidense.